# Gelasma marculenta
Gelasma marculenta är en fjärilsart som beskrevs av Louis Beethoven Prout 1933. Gelasma marculenta ingår i släktet Gelasma och familjen mätare. Inga underarter finns listade i Catalogue of Life.